# こどもみるくぱふぇ
『こどもみるくぱふぇ』は2003年12月30日に同人ブランド私立さくらんぼ小学校が製作したアダルトゲームである。2007年にはCGをオールリメイクしたDVD版が発売されている。

## 概要
前作シリーズである『おれのなつやすみ』に見られた萌えエロ路線に、ストーリー展開中に、女の子側の考えや心境変化などを見せる女の子視点を盛り込んだ作品内容となっている。この作品以降、女の子視点を盛り込む手法は同ブランドの定番となっており、中には『美香がんばる』のように全編女の子視点という作品も登場する。また、ストーリーのポイントではナレーションも入るようになっており、アニメ化された少女漫画を見ているかのような演出となっている。
さく小1周年を記念して豪華ブックレット仕様となっており、以降の作品でもブックレット仕様のものが見られる。
本作の攻略対象キャラクターの年齢設定はいずれも小5としており、苦魔鬼は本作のテーマである「大人の階段を一歩のぼった子どもたちの物語」としての説得力を持たせるために必要な年齢設定だと語っている。
主題歌の『ミルク色のカスタード』は萌え電波ソングとしても知られている。
本作通常版は、10,000本の販売本数を記録したという。

## あらすじ
この4月から大学生になった主人公。アパート住まいとなった主人公にやたらと優しい同じアパートのおばさんから、働きに出ている間、娘のお守りを任されてしまう。娘の愛ちゃんはエッチに興味のある御年頃で、何かにつけて主人公にエッチな誘惑を掛けてくる。
そんなある日のこと、愛ちゃんの同級生の彩ちゃんは、愛ちゃんと一緒に歩いている主人公に一目惚れ。愛ちゃんに聞くと、それは兄ではないけど彼氏でもないのだという。「お兄ちゃんは、愛と一緒に彩ちゃんが遊びに来るのを断ったりしない」と愛ちゃんに押し切られ、彩ちゃんも主人公のアパートに遊びに行くことに。

## 登場人物

### メインキャラクター
長谷川愛（はせがわあい）（声：天天）
主人公の住むアパートの2軒隣に住む、小5の女の子。10歳。136cm、28kg。どちらかというと明るく積極的なタイプ。
桜井彩（さくらいあや）（声：立花舞）
愛ちゃんの同級生で、小5の女の子。10歳。134cm、26kg。どちらかというと消極的なタイプ。愛ちゃんと一緒にいたお兄ちゃんのことを見て一目惚れ。愛ちゃんと一緒にお兄ちゃん宅へ遊びに行くことに。

### サブキャラクター
加藤美香（かとうみか）（声：不明）
10歳。137cm、29kg。愛ちゃんの前の席で、一番の仲良し。なお、同ブランド作の後発作品である『美香がんばる』のメインヒロインである。
染谷椎子（そめやしいこ）（声：不明）
139cm、29kg。愛ちゃんや彩ちゃんのクラスの学級委員を務める。ロングヘア。公園で遊んでいると時々見かけ、ゲーム終盤では話し掛けてくるのだが、その理由は？なお、同ブランド作の後発作品である『いたずラブ ひと気のない公園で少女と愛を育もう』のメインヒロインである。
藤原翔（ふじわらしょう）（声：不明）
135cm、32kg。愛ちゃんの好きな男の子。彩ちゃんの幼馴染。女子に人気がある。

## ゲームシステム
ゲームシステムは、一般的な選択型アドベンチャーとなっている。シナリオエンジンには『おれのなつやすみ2』で好感触をつかんだと語っている吉里吉里を使用。本作ではマップシステムは設けられていない。セーブデータは133x99サイズのBMP形式の画像となっており、セーブ時点の画面がサムネイルとして保存され、その中にセーブデータが埋め込まれる「サムネイル画像付栞データ」となっている。
CGモードや音楽モードは設けられておらず、回想シーンはパッチ適用によって使用可能となっている。回想シーンの選択画面は、画面の半分がシーン選択、残り半分がキャラクターの立ち絵となっており、再生する回想シーンの選択に応じて立ち絵部分の衣服が変化する「着せ替え観賞機能」として機能するようになっている。

## スタッフ
- シナリオ・スクリプト : 苦魔鬼轟丸
- 原画・背景 : みそおでん
- 音楽：
  - 主題歌「ミルク色のカスタード」
作曲：佐倉千代助
唄：水凪夕